# Étienne Le Poullen
Étienne Le Poullen, né le 4 décembre 1877 à Dompierre-du-Chemin et décédé le 11 septembre 1963 dans la même commune, est un homme politique français.

## Biographie
Fondateur de l'Association des anciens combattants de Dompierre-du-Chemin, il est élu au conseil municipal de la ville en 1904, et devient maire en 1919. En 1924, il est élu conseiller général d'Ille-et-Vilaine. En 1933, il se présente à une élection législative partielle sur un programme libéral et conservateur, prônant la réforme fiscale, la liberté religieuse et la représentation proportionnelle. 
Élu, il s'inscrit au groupe de la Fédération républicaine en demeure membre après sa réélection en 1936. Il intervient essentiellement sur des questions agricoles et sociales, et copréside l'Intergroupe de défense du cuir et de la chaussure. Le 10 juillet 1940, Étienne Le Poullen approuve la remise des pleins pouvoirs au Maréchal Pétain.

## Détail des fonctions et des mandats
Mandat parlementaire
- 9 avril 1933 - 31 mai 1942 : député d'Ille-et-Vilaine (circ. de Fougères)

Mandats locaux
- 1919 - 1940 : maire de Dompierre-du-Chemin
- 1924 - 1940 : conseiller général du canton de Fougères-Sud